# Discorso di Giacomo Matteotti del 30 maggio 1924
(Cesare Rossi, 14 luglio 1944)

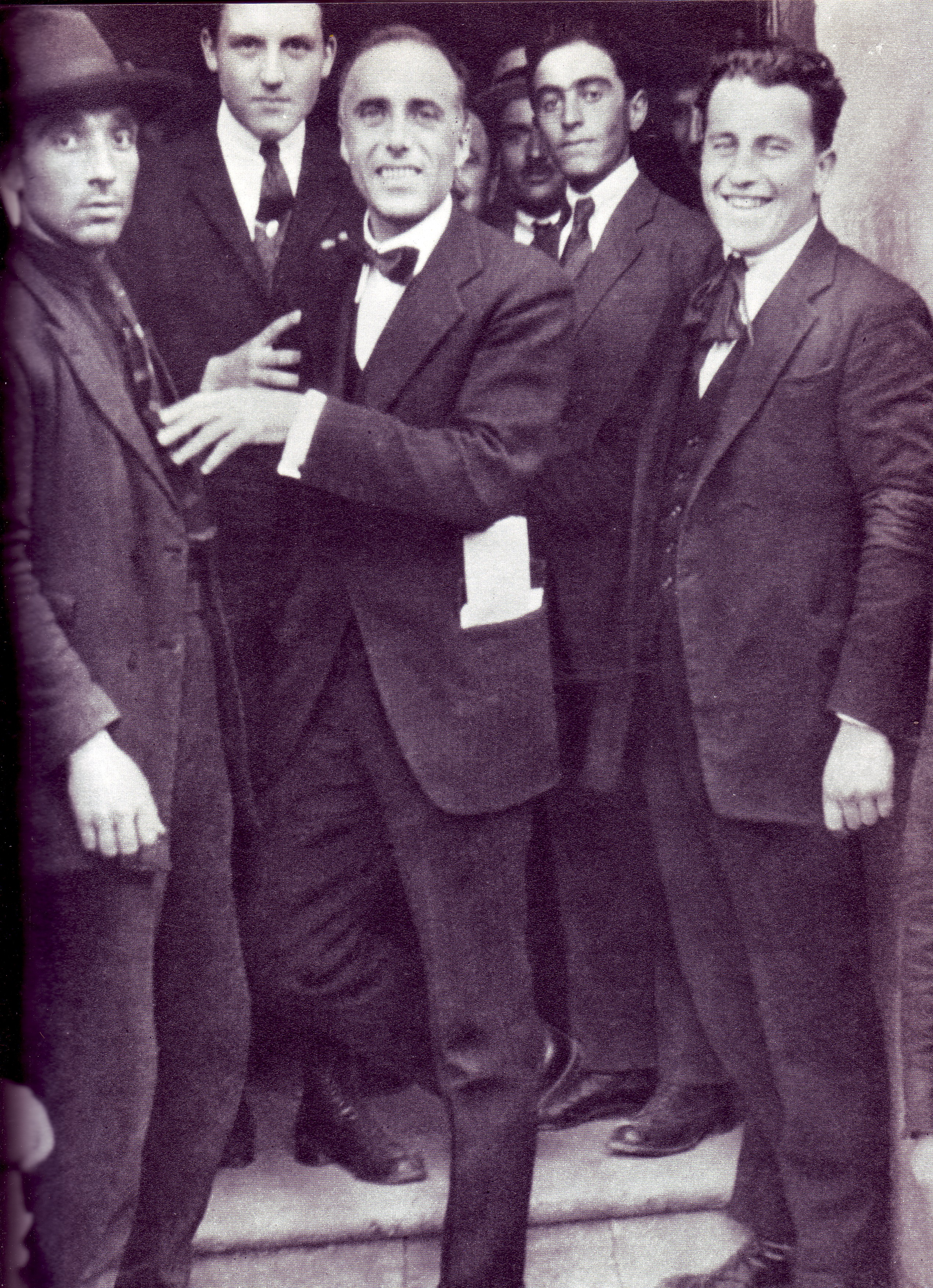
Giacomo Matteotti, nell'ultima fotografia scattata prima dell'assassinio

Il 30 maggio 1924 Giacomo Matteotti, segretario del Partito Socialista Unitario, prese la parola alla Camera dei deputati per contestare i risultati delle elezioni del 6 aprile. Il discorso è rimasto  famoso sia perché l'oratore denunciò con grande coraggio la nuova serie di violenze, illegalità ed abusi commessi dai fascisti per riuscire a vincere le elezioni, sia perché dopo soli undici giorni il deputato socialista fu rapito e assassinato da cinque fascisti.

## Antefatti
In base alla nuova legge elettorale (legge 18 novembre 1923 n. 2444, nota come legge Acerbo), alla lista più votata a livello nazionale - purché avesse almeno il 25% dei voti validi - venivano assegnati i 2/3 dei seggi in tutte le circoscrizioni, mentre gli scranni rimanenti erano assegnati alle altre liste in proporzione ai voti ottenuti e secondo ordine di preferenza personale.
La consultazione, tuttavia, si svolse in un grave clima di intimidazione e di ripetute violenze da parte dei sostenitori del Partito Nazionale Fascista. Il candidato socialista Antonio Piccinini fu ucciso, altri candidati di sinistra furono feriti, ovunque furono impediti i comizi, bruciati i giornali, impedito l'affissione dei manifesti, anche attaccando le stamperie. Vi furono brogli anche superiori alla media (alta) dell'Italia dell'epoca. In diverse circoscrizioni, soprattutto meridionali, il voto non fu esercitato in condizioni di libertà, ma in maniera palese e con la presenza di esponenti fascisti nei seggi e nelle cabine elettorali, mentre i prefetti ebbero ordini di contrastare l'astensionismo convogliando voti a favore del governo, il che rende rimarchevole il risultato delle opposizioni. Inoltre il listone nazionale di Mussolini aveva assorbito le macchine elettorali di molti partiti di centro e di centro destra, e transfughi (detti "traditori") del sardismo e del partito popolare, garantendosi una base elettorale più larga del semplice fascismo, oltre che vari specialisti del voto di scambio.
Il risultato fu quindi ampiamente favorevole alla lista governativa, con l'elezione in blocco di tutti i suoi 356 candidati. Al momento di convalidare le decisioni della Giunta delle elezioni, diversi parlamentari di minoranza segnalarono proteste per le modalità di voto in alcune circoscrizioni (Abruzzi, Campania, Calabria, Puglie e Sicilia) e fu presentata una richiesta da parte degli onorevoli Arturo Labriola, Giacomo Matteotti ed Enrico Presutti per il rinvio degli atti alla Giunta.

## Contenuti del discorso
Il 30 maggio 1924 Matteotti prese la parola alla Camera dei deputati per contestare i risultati delle elezioni tenutesi il precedente 6 aprile. Mentre dai banchi fascisti si levavano contestazioni e rumori che lo interrompevano più volte (un deputato fascista, Giacomo Suardo, abbandonò l'aula per protesta), Matteotti denunciò una nuova serie di comprovate violenze, illegalità e abusi commessi dai fascisti per riuscire a vincere le elezioni in un discorso che sarebbe rimasto famoso:
(Giacomo Matteotti)

Matteotti chiuse infine il discorso con le parole seguenti: 
(Giacomo Matteotti)
Terminato il discorso disse rivolgendosi a Giovanni Cosattini seduto accanto a lui, indirettamente ai suoi compagni di partito:
Il 24 giugno il senatore Luigi Albertini, in un intervento al Senato, riassunse alcuni aspetti del discorso di Matteotti.
(L. Albertini)

## Conseguenze

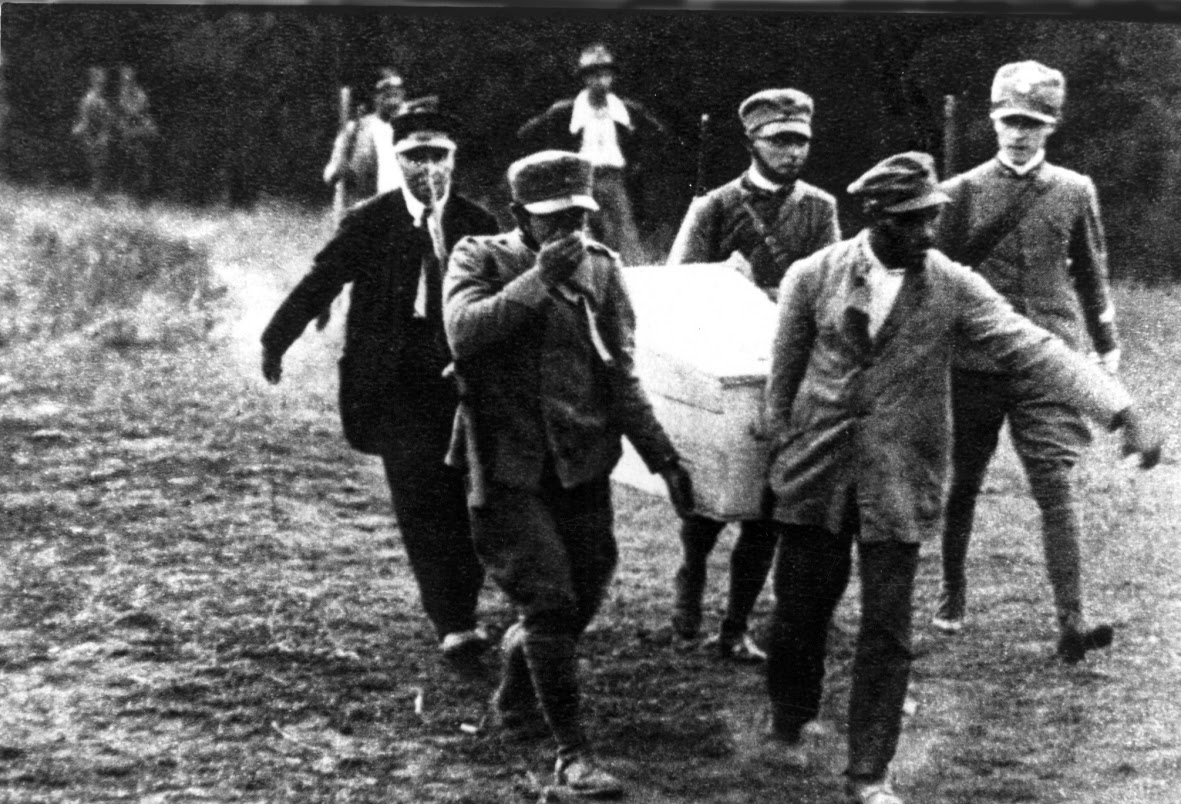
Trasporto del corpo di Matteotti al Cimitero di Riano

La proposta di Matteotti di far invalidare l'elezione almeno di un gruppo di deputati - secondo le sue accuse, illegittimamente eletti a causa delle violenze e dei brogli - venne respinta dalla Camera con 285 voti contrari, 57 favorevoli e 42 astenuti. Renzo De Felice ha definito «assurda» l'interpretazione di questo discorso come una richiesta di Matteotti basata su una realistica possibilità di ottenere un successo: secondo lo storico, Matteotti non mirava realmente all'invalidamento del voto, bensì a dare il via dai banchi della Camera a un'opposizione più aggressiva nei confronti del fascismo, accusando in un colpo solo sia il governo fascista che i «collaborazionisti» socialisti. Una volontà di opposizione intransigente che aveva già espresso in una lettera a Turati precedente alle elezioni:
In questa sua intransigenza - tuttavia - Matteotti non riusciva a trovare un collegamento con l'operato e l'ideologia dei comunisti, che vedevano tutti i governi borghesi uguali fra loro e quindi da combattere indifferentemente:
Il discorso del 30 maggio, secondo lo storico Giorgio Candeloro, «diede a Mussolini e ai fascisti la sensazione precisa di avere di fronte in quella Camera un'opposizione molto più combattiva di quella esistente nella Camera precedente e non disposta a subire passivamente illegalità e soprusi».
Il 1º giugno Il Popolo d'Italia pubblicò  in prima pagina un articolo, nel quale era indicato esplicitamente Matteotti come principale oppositore. L'articolo non era firmato, ma fu scritto da Mussolini; una copia del manoscritto venne conservata dal suo segretario Fasciolo, che nel 1926 fu sanzionato proprio per i «documenti di carattere riservato sottratti al Capo del Governo».
Pochi giorni dopo, il 4 giugno 1924, durante una discussione alla Camera, Matteotti ebbe un battibecco con Mussolini, ricordandogli l'approvazione data nel 1919 da Il Popolo d'Italia al decreto di amnistia per i disertori.
Il 10 giugno 1924, poco dopo le ore 16, Giacomo Matteotti uscì di casa a piedi e fu aggredito e caricato a forza su un automobile da cinque individui, in seguito identificati come i fascisti Amerigo Dumini, Albino Volpi, Giuseppe Viola, Augusto Malacria e Amleto Poveromo. Nell'auto Matteotti cercò di reagire, ma fu sopraffatto e accoltellato. Il corpo, sepolto nella macchia della Quartarella a Riano, fu rinvenuto solo il 16 agosto.
L'11 giugno ripresero i lavori alla camera con la discussione su «esercizio provvisorio degli stati di previsione dell'entrata e della spesa», tema per cui si era iscritto a parlare anche Matteotti; secondo diverse fonti dell'epoca era previsto che il suo intervento fosse incentrato sulla denuncia dell'affarismo e della corruzione di esponenti fascisti, in particolare per le concessioni petrolifere e per le licenze per le bische.

## Citazioni e riferimenti
- Parti del discorso furono riprodotte in Il delitto Matteotti (1973), film diretto da Florestano Vancini e interpretato da Franco Nero e da Vittorio De Sica.[24]
- Nella settima puntata della miniserie M - Il figlio del secolo l'evento viene introdotto dall'artificio cinematografico della "rottura della quarta parete" da parte di Luca Marinelli.